# Planeta nachových mračen
Planeta nachových mračen (Страна багровых туч) je vědeckofantastický román ruských sovětských spisovatelů, bratrů Arkadije a Borise Strugackých, napsaný roku 1957 a vydaný v roce 1959. Tato kniha je prvotinou bratří a její příběh pojednává o lidské expedici k Venuši. Cílem lidského letu se Venuše stala pro její značné nerostné bohatství.

## Obsah románu
Kniha je prvním dílem tzv. Bykovovské trilogie pojmenované podle jejího hlavního hrdiny, specialisty na jaderná transportní zařízení a později meziplanetárního letce Alexeje Petroviče Bykova. Další díly trilogie tvoří Cesta na Amalteu (1960, Путь на Амальтею) a Tachmasib letí k Saturnu (1962, Стажёры). Kromě Bykova jsou dalšími hrdiny románu velitel výpravy Anatolij Borisovič Jermakov, pilot Bogdan Bogdanovič Spicyn, navigátor Michail Sergejevič Krutikov a geologové Grigorij Johanovič Dauge a Vladimír Sergejevič Jurkovskij. Jermakov se již jedné výpravy na Venuši zúčastnil společně s geologem Tachmasibem Mehtim a jeho dvěma kolegy. Kromě Jermakova všichni při průzkumu zahynuli.
Kniha je rozdělena do tří částí. První, pojmenovaná Sedmý polygon je věnována přípravné části letu k Venuši, který se má uskutečnit pomocí převratného vynálezu, první rakety na fotonový pohon, kterou se konečně podařilo zkonstruovat. Ve druhé části Vesmír a lidé je popisován samotný let a obsahem třetí části, pojmenované Na březích uranové Golkondy, je průzkum uranového ložiska, vlastně jakési uranové sopky. Přitom dochází k mnoha nebezpečným situacím a nakonec dojde v uranovém ložisku k výbuchu, při kterém Jermakov zahyne a dva členové výpravy jsou zraněni. V Epilogu na konci románu se dozvíme, že Bykov začal studovat na Vysoké škole kosmogace, aby se mohl stát kosmonautem.

## Česká vydání
- Planeta nachových mračen, Mladá fronta, Praha 1962, přeložil Jaroslav Piskáček.